# ブラッドフォード・パーキンソン
ブラッドフォード・パーキンソン（Bradford Parkinson、1935年2月26日 - ）は、アメリカ合衆国の元空軍軍人、航空工学者である。グローバル・ポジショニング・システム(GPS)の前身であるアメリカ空軍のNAVSTARプログラムの開発を行った。また、一般相対性理論を検証するための人工衛星・グラビティ・プローブBプロジェクトのプログラム・マネージャーを務めた。

## 若年期と教育
パーキンソンは1935年2月26日にウィスコンシン州マディソンで生まれ、ミネソタ州ミネアポリスで育った。父のハーバート・パーキンソンは建築家で、後に息子も入学することになるマサチューセッツ工科大学の卒業生だった。
私立の小さなプレパラトリー・スクールで、当時は男子校だったブレック・スクールを1952年に卒業した。パーキンソンは後に、プレパラトリー・スクールでの体験から科学に興味を持ち、それが後の職業につながったと述べている。
その後、海軍兵学校（アナポリス）に入学し、1957年に卒業して工学の学士号を取得した。在学中に、より上級の課程で導入されていた制御工学に興味を持ち、博士課程に進みたいと考えるようになった。当時のアメリカ空軍では、軍に在籍のまま大学院に入学することができたことから、教授の一人から海軍ではなく空軍に入隊するように勧められた。
アメリカ空軍に入隊後、電子機器のメンテナンスの訓練を受けてワシントン州のレーダー施設に配属された。その後、マサチューセッツ工科大学(MIT)の大学院に入学し、制御工学、慣性航法、宇宙工学、電気工学を学んだ。MITでは、「慣性航法の父」と呼ばれるチャールズ・スターク・ドレイパーの研究室に属していた。1961年に航空宇宙工学の修士号を取得し、同年、オナー・ソサエティであるタウ・ベータ・パイとシグマ・サイの会員に選出された。
空軍に戻ると、ニューメキシコ州アラモゴードのホロマン空軍基地にある慣性誘導試験施設に配属され、慣性誘導システムの評価を行った。ホロマン基地で3年間勤務した後、1964年にスタンフォード大学博士課程に入学し、1966年に航空宇宙工学の博士号を取得した。

## キャリア

### 空軍での任務
海軍兵学校を卒業してアメリカ空軍に入隊後、パーキンソンは「空軍の全てを知るために」空軍の通常任務に就くことを選択した。ワシントン州の早期警戒施設で通信・電気担当の主任として2年間勤務した。スタンフォード大学で博士号を取得した後、1966年にアメリカ空軍テストパイロット学校に教官として配属され、シミュレーション部門の主任を務めた後、宇宙飛行士のための主任教官を務めた。
1968年、アメリカ空軍指揮幕僚学校に1年間入学した。
その後、空軍士官学校の宇宙・計算機科学科の教授兼副学科長に任命された。士官学校では、攻撃機AC-130（通称ガンシップ）の新型機の開発に携わり、特に、デジタル射撃統制システムの開発の最終段階の指揮を執った。エグリン空軍基地での試験に成功した後、パーキンソンはベトナム戦争中の東南アジアに派遣され、戦闘任務に従事しながら兵器の評価と改良を行った。この間、26回、170時間以上の戦闘任務に従事し、ブロンズスターメダル、メリトリアスサービスメダル、エア・メダル（2回）を受章し、大統領部隊表彰の栄誉を受けた。空軍士官学校に戻った後、宇宙・計算機科学科長に就任した。
ロードアイランド州ニューポートの海軍大学校に学生として1年間在籍した後、ロサンゼルス空軍基地で先進弾道再突入システム(ABRES)プロジェクトのチーフエンジニアを短期間務めた。

### NAVSTARプロジェクト
1973年、上官のケネス・シュルツ中将は、「プロジェクト621B」という上手く行っていないプロジェクトの立て直しの任務をパーキンソンに与えた。これは、人工衛星を使った新しい航法システムを開発するもので、エアロスペース・コーポレーションからの強力な技術バックアップを受けていた。パーキンソンは速やかに、一流大学を卒業した修士号や博士号を持つ空軍技術者からなる少数精鋭の検討チームを立ち上げた。1973年8月に行われた1回目の報告では空軍からの採用の承認を得ることができず、その直後のレイバー・デーに、パーキンソンはペンタゴンでプロジェクト再構築のための会議を招集した。この会議には、チームの数人の研究員のほか、エアロスペース社の2人も電話で参加した。1973年12月、パーキンソンは4つの人工星を使った新しいアイデアを国防総省上層部に説明し、デモンストレーションの実施の承認と予算を獲得した。このアイデアは、海軍調査研究所が以前に提唱したコンセプトや、空軍のJ・B・ウッドワードとH・ナカムラが行っていた先行研究に基づくものだった。
獲得した予算により、人工衛星、地上からの制御システム、受信機、およびそれらの実証システムの開発が行われ、パーキンソンがそれら全ての指揮を執った。パーキンソンは連邦議会で、開発中の測位システムは、当初より民間でも自由に利用できるようにすると証言した。1978年、GPS衛星の最初のプロトタイプが打ち上げられ、パーキンソンが打ち上げの指揮官を務めた。同年、パーキンソンのチームが提唱した通りに測位ができることが実証された。
プロジェクト終了後、パーキンソンは国防長官の空軍補佐官への昇進をオファーされたが、パーキンソンはこれを機に軍を退役することにした。パーキンソンは1957年から1978年までの26年間軍に在籍し、空軍で21年間、海軍で5年間勤務した。最終階級は大佐だった。

### 退役後
退役後、コロラド州フォートコリンズのコロラド州立大学の機械工学の教授を1年間務めた。その後、ロックウェル・インターナショナルの宇宙部門（現在はボーイングの一部）のヴァイスプレジデントとなり、戦略立案や機密扱いの宇宙システムの開発に携わった。1980年、ボストンのソフトウェア企業インターメトリクス（現 AverStar）のヴァイスプレジデント兼ゼネラルマネージャーを務め、NASAのスペースシャトル計画で使われるプログラミング言語HAL/Sの開発責任者となった。
1984年にインターメトリクスを退社し、スタンフォード大学の研究教授となった。すぐに終身雇用資格を得て、エドワード・C・ウェルズ航空宇宙学教授に就任した。パーキンソンは宇宙力学や制御理論を教え、「マネージング・イノベーション」の特別講座を開設した。
1999年に大学教授を1年間休職して、カリフォルニア州サニーベールに本社を置く測位システムの開発企業、トリンブルのCEOを務めた。2001年にスタンフォード大学を一旦退職して名誉教授となったものの、すぐに大学に戻って復職した。
また、パーキンソンは、NASAとスタンフォード大学による共同プロジェクトであるグラビティ・プローブBプロジェクトのプログラム・マネージャーを務めた。これは、地球周回軌道上の人工衛星に搭載されたジャイロスコープによって測地効果と慣性系の引きずりを観測し、一般相対性理論を初めて直接的に検証するものである。NASAの支援のもとで、2004年4月20日にヴァンデンバーグ空軍基地から観測衛星が打ち上げられた。観測は2005年まで行われ、スタンフォード大学とNASAによる観測データの解析が行われた後、2011年5月4日、一般相対性理論が確かに検証されたと発表された。
パーキンソンは、NASAジェット推進研究所の諮問委員会委員長を、通常2年の任期を大幅に超える13年間務めた。

## 賞と栄誉
パーキンソンは数多くの賞や栄誉を受けており、そのほとんどがGPSの発明に対してのものである。
パーキンソンは王立航法学会(RIN)とアメリカ航空宇宙学会(AIAA)の名誉フェローである。また、米国宇宙航行学会(AAS)と航法学会(ION)のフェローであり、全米技術アカデミーや国際宇宙航行アカデミーの会員に選出されている。
NASAから1994年にPublic Service Medalを、2001年にDistinguished Public Service Medalを受賞した。2003年、イヴァン・A・ゲティングとともにチャールズ・スターク・ドレイパー賞を受賞した。2004年、全米発明家殿堂に殿堂入りした。2016年、マルコーニ賞を受賞した。IEEEより、1986年にカーシュナー賞、1994年にAESSパイオニア賞、1998年にM・バリー・カールトン賞、2002年にサイモン・ラモ賞を受賞し、2018年にIEEEの最高の栄誉であるIEEE栄誉賞を受賞した。1998年、アメリカ機械学会(ASME)からスペリー賞を受賞した。イギリスの王立航法学会から1983年にゴールドメダルを、アメリカの航法学会から1986年にサーロウ賞、1987年にブルカ賞、1991年にケプラー賞を受賞した。2009年、空軍宇宙軍団から「空軍宇宙・ミサイル先駆者」として表彰された。2019年、GPSの開発に関わった他の3人（ジェームズ・スピルカー、ヒューゴ・フルハーフ、リチャード・シュワルツ）と共に、エリザベス女王工学賞を受賞した。2012年エドゥアルト・ライン財団技術賞を受賞。
1985年にキャロライン・シューメーカーとユージン・シューメーカーが発見した小惑星10041が、2002年に「パーキンソン」と命名された。
アメリカ軍からは、先述したものの他にレジオン・オブ・メリットとDefense Superior Performance Medalを授与された。

## 私生活
パーキンソンは2度結婚している。最初の妻のバージニア・パーキンソン(Virginia Parkinson)との間に息子のジャレッド(Jared)、2人目の妻のジリアン・ホーナー(Jillian Horner)との間にレスリー(Leslie)、ブラッドフォード2世(Bradford II)、エリック(Eric)、イアン(Ian)、ブルース(Bruce)の5人の子供をもうけた。カリフォルニア州サンルイスオビスポに居住している。

## 特許
- Parkinson, U.S. Patent 5,726,659, “Multipath calibration in GPS pseudorange measurements”
- Parkinson, U.S. Patent 6,434,462, “GPS control of a tractor-towed implement"
- Parkinson, U.S. Patent 6,732,024, “Method and apparatus for vehicle control, navigation and positioning"
- Parkinson, U.S. Patent 6,052,647, “Method and system for automatic control of vehicles based on carrier phase differential GPS"
- Parkinson, U.S. Patent 6,373,432, "System using leo satellites for centimeter-level navigation"
- Parkinson, U.S. Patent 5,572,218, "System and method for generating precise position determinations"
- Parkinson, U.S. Patent RE37,256, "System and method for generating precise position determinations"